# ЗАЗ-1103 Славута
ЗАЗ-1103 «Славу́та» (ZAZ-1103 Slavuta) — легковий передньопривідний автомобіль В-класу з кузовом типу ліфтбек.
Вироблявся на Запорізькому автомобілебудівному заводі з 1999 по 2011 рік. Всього було виготовлено 140 614 автомобілів сімейства ЗАЗ-1103. Місце «Славути» у виробництві посів ЗАЗ Forza китайської розробки.

## Історія
Після початку співпраці Запорізького автомобілебудівного заводу з Деу Моторз 1998 року корейська сторона провела ревізію технологічного процесу, і, з метою покращення якості автомобілів, переглянула список постачальників комплектуючих. Відновилася робота над розробленою ще 1995-го п'ятидверною моделлю з кузовом типу ліфтбек, оскільки Дана з п'ятидверним кузовом типу універсал великого попиту не мала та мала ряд технологічних недоліків. Виробництво нового автомобіля, який отримав заводський індекс ЗАЗ-1103, розпочалося 17 березня 1999.
У січні 2000 «Славута» почала комплектуватися карбюраторними двигунами об'ємом 1,2 л, а в червні 2001 об'ємом 1,3 л (МеМЗ-3011). У грудні 2002 з'явилася найдорожча версія комплектації з інжекторним двигуном 1,3 л (МеМЗ-3071). У зв'язку з посиленням екологічних норм до ЄВРО-2 з 2006 року встановлюються лише двигуни з інжектором об'ємом 1,2 та 1,3 л.
У січні 2011 Запорізький автомобілебудівний завод припинив випуск моделі ЗАЗ-1103 Славута. 11 лютого 2011 останню зібрану «Славуту» було продано на аукціоні за 47 020 гривень при початковій ціні 40 490.
За весь період виробництва було випущено понад 141 898 автомобілів, з них 130 000 реалізовано в Україні.

## Будова автомобіля

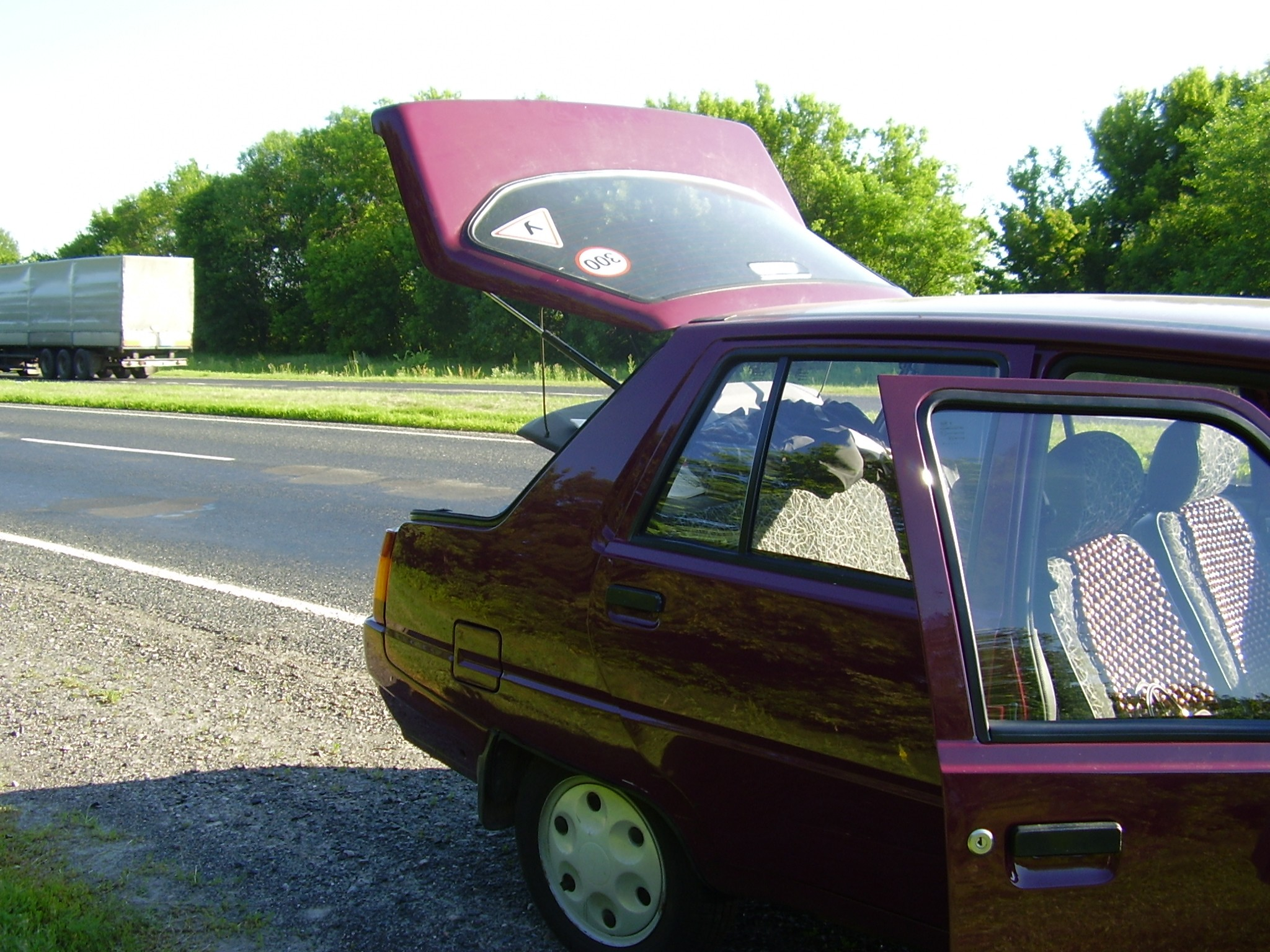
Двері багажного відділення відчиняються разом із заднім склом

### Кузов
Кузов ЗАЗ-1103 закритий, суцільнометалевий, несучого типу, так званий ліфтбек (псевдоседан): автомобіль має 5 дверей, двері багажного відділення відчиняються разом із заднім склом. Передній та задній бампери пластмасові, пофарбовані у колір кузова. Облицювання радіатора знімається. Довжина «Славути» 3980 мм, ширина 1578 мм, висота 1425 мм; база (відстань між осями коліс) 2320 мм. Маса автомобіля у спорядженому стані становить 850 кг. Об'єм багажника становить 300 л у звичному режимі та 740 л при вантажному положенні заднього сидіння. Об'єм паливного бака 38 л.

### Силовий агрегат
Трансмісію реалізовано за передньопривідною схемою, з приводами передніх коліс, які оснащено шарнірами рівних кутових швидкостей. У різний час «Славута» випускалася з карбюраторними двигунами об'ємом 1,1 л, 1,2 л, 1,3 л та інжекторними двигунами об'ємом 1,2 л та 1,3 л виробництва Мелітопольського моторного заводу. Силові агрегати мають 4 циліндри, що розміщені в ряд поперек автомобіля. Всі двигуни чотиритактні, верхньоклапанні. Система змащування двигуна комбінована, під тиском змащуються підшипники колінчастого та розподільчого валів, осі «коромисел»; розбризкуванням мастила — циліндри та механізми газорозподілення. Систему вентиляції картера двигуна замкнено через повітроочисник. Система охолодження двигуна рідинна, закритого типу, з розширювальним бачком; клапан термостата відкривається при температурі +80 °C, повне відкриття при +95 °C; електровентилятор закріплено у кожусі радіатора, він вмикається автоматично. Система запалювання двигуна батарейна, безконтактна, номінальна напруга 12 В. Система випуску відпрацьованих газів налаштована, з резонатором і глушником, вихлопний патрубок розміщено ззаду ліворуч. Коробка передач на усіх автомобілях 5-ступенева механічна. Конструкція усіх двигунів, що встановлювались на автомобіль, принципово не відрізняється, оскільки усі вони були розроблені на базі двигуна МеМЗ-245.
Зчеплення в автомобілі однодискове, сухе, з діафрагмовою натискною пружиною. Привід вимкнення зчеплення механічний, тросовий.

### Ходова частина
Передня підвіска незалежна, типу «макферсон» з циліндричними пружинами та телескопічними амортизаційними стояками двосторонньої дії. Задня підвіска напівнезалежна, зі стабілізаційною поперечиною та циліндричними пружинами з гідравлічними телескопічними амортизаторами двосторонньої дії.
Кермове управління рейкове, з пристроєм запобігання викраденню, травмобезпечне. Кермовий механізм з'єднується з поворотними стояками бічними тягами. Кермовий вал — розрізний, частини валу з'єднуються муфтою з гумовими втулками.
Колеса дискові, штамповані, закріплені трьома гайками. Запасне колесо розташоване під капотом. Шини радіальні, безкамерні, розміром 155/70 R13.
Передні гальма в «Славуті» дискові, мають плаваючу скобу та автоматичну компенсацію зношування накладок гальмових колодок. Задні гальма — барабанні, колодки плаваючі з автоматичною компенсацією зношування накладок колодок. Гальмо для стоянки ручне, з тросовим приводом на колодки задніх коліс від важеля, розташованого між передніми сидіннями. В цілому гідравлічна гальмівна система автомобіля двоконтурна, складається з двох незалежних систем для гальмування передніх та задніх коліс по діагоналі, має сигналізацію аварійного стану системи гальм. У приводі гальм на переважній більшості «Славут» встановлювався вакуумний підсилювач.

### Електрообладнання

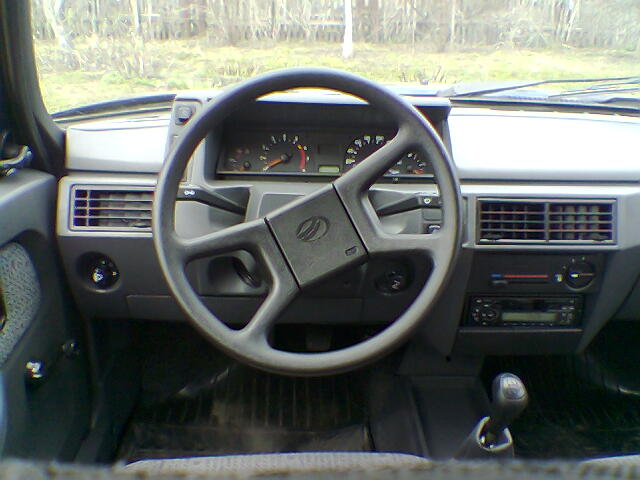
Салон ЗАЗ-1103 з «люксовою» панеллю приладів

Система електропроводки автомобіля однопровідна, негативний полюс джерел з'єднано із масою. Номінальна напруга 12 В. Акумуляторна батарея типу 6СТ-44А ємністю 44 ампер-годин. У генератор змінного струму вмонтовано випрямляч та інтегральний регулятор напруги, максимальний струм віддачі — 55–65 А.
Система електрообладнання містить стартер, датчик аварійного тиску мастила, датчик температури охолоджувальної рідини, вмикач світла заднього ходу, склоочисник вітрового скла, помпу омивача переднього скла, електропідігрівач заднього скла, електродвигун вентилятора обігрівача, електродвигун вентилятора радіатора системи охолодження двигуна, вимикач запалювання, звуковий сигнал, зовнішнє освітлення та світлову сигналізацію.
Передні фари мають галогенні лампи, вбудовані габаритні вогні, нахил світла може регулюватися з салону залежно від завантаження автомобіля. Передні та бокові покажчики поворотів з оранжевими розсіювачами. Задні ліхтарі включають об'єднані габаритні вогні та сигнали гальмування, а також протитуманні ліхтарі з червоними розсіювачами, покажчики повороту з оранжевими розсіювачами, ліхтарі світла заднього ходу з білими розсіювачами та червоні світлоповертачі. Окремо освітлюється номерний знак. В деяких комплектаціях встановлюється додатковий сигнал гальмування у верхній частині заднього скла. Салон освітлюється плафоном, який встановлено над дверима водія. В лівій частині багажника для його освітлення також встановлюється плафон.

## Версії комплектації

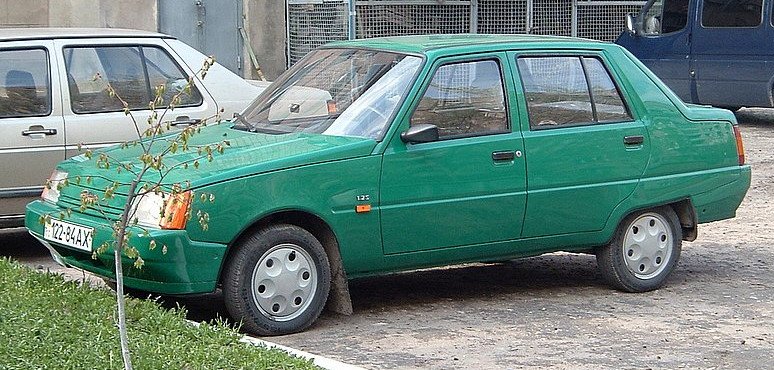
ЗАЗ-1103 Славута в комплектації «стандарт»

Автомобіль збирають в комплектаціях «стандарт» та «люкс» і відповідно позначають індексами S або L на дверях багажного відділення та по лівому борту. Останню відрізняє «люксова» панель приладів, наявність аудіомагнітоли, центрального замка, задніх підголівників, сучасніших ковпаків коліс, а на автомобілях з двигуном 1.3 л ще й спойлера та електричних передніх склопідіймачів.

### Заводські індекси
- ЗАЗ-110300 — базова модифікація з двигуном робочим об'ємом 1100 куб.см.
- ЗАЗ-110307 "Півлюкс"  — модифікації з двигуном робочим об'ємом 1200 куб.см.
- ЗАЗ-110308 — модифікації з двигуном робочим об'ємом 1300 куб.см.
- ЗАЗ-110340 — пробна модифікація з силовим агрегатом об'ємом 1100 куб.см, укомплектованим моновпорскуванням «Сіменс». В широке серійне виробництво не надходила.
- ЗАЗ-110377, ЗАЗ-110378, ЗАЗ-110387 — модифікації, призначені для людей з інвалідністю. Перші дві з двигуном 1200 куб.см, третя з двигуном 1300 куб.см[14][15].

### Витрати палива
У таблиці наведено витрати палива в літрах згідно з офіційним посібником з експлуатації. Для двигуна МЕМЗ-245 виробник рекомендує застосовувати бензин з  октановим числом не менше 91, для усіх інших — не менше 95. 
| Швидкість руху | Модель двигуна | Модель двигуна  | Модель двигуна  | Модель двигуна   |
| Швидкість руху | МЕМЗ-245 (1,1) | МЕМЗ-2457 (1,2) | МЕМЗ-3011 (1,3) | МЕМЗ-3071 (1,3і) |
| -------------- | -------------- | --------------- | --------------- | ---------------- |
| 90 км/год      | 4,8            | 5,6             | 5,8             | 5,4              |
| 120 км/год     | 7,0            | 7,5             | 7,6             | 7,1              |
| міський цикл   | 7,9            | 8,6             | -               | -                |

## Оцінка автомобіля

### Переваги
У порівнянні з іншими автомобілями аналогічного типу журналісти та водії відзначають невисоку ціну на новий автомобіль, простоту в обслуговуванні, зручний, великий для такого класу багажник, високу прохідність автомобіля та енергоємну підвіску.

### Недоліки
Серед «мінусів» автомобіля найчастіше називають слабку шумоізоляцію, недосконалу систему вентиляції салону та недостатність вільного простору для задніх пасажирів. Низьким залишається і рівень пасивної безпеки «Славути».

### Ціна
Станом на 20.07.2006 року ціна була від 24 929 грн. Після згортання виробництва ЗАЗ-1102 Таврія Нова 2007 року ЗАЗ-1103 став найдешевшою автівкою на українському ринку нових автомобілів. Станом на червень 2010 базова версія «Славути» коштувала 37 440 гривень.

### Обсяги продаж

У Сирії «Славуту» можна побачити у таксі

Від початку реалізації в Україні «Славута» стала одним з лідерів продаж нових автомобілів. Так, за перше півріччя 2010, через 11 років після появи на ринку, було реалізовано 1076 нових «Славут», що дозволило посісти 11-у сходинку за обсягами продаж серед усіх моделей, що реалізовувались в Україні в цей період.2009 року в Україні було реалізовано 3103 Славути (8 позиція серед нових автомобілів, а також перше місце серед автомобілів малого класу за підсумками «Авторейтингу-2009»), а в докризових 2008 та 2007 — 11294 (13 місце) та 16244 (7 місце) відповідно.
Реалізація ЗАЗ-1103 на території України від старту продажу здійснювалася корпорацією УкрАВТО. З 2003 року автомобіль деякий час експортувався в Росію. Популярністю «Славута» користувалася й у Сирії.